# 楠木正行
楠木 正行（くすのき まさつら）は、南北朝時代、南朝の後村上天皇に仕えた武将。楠木氏棟梁。正成嫡男で、正時・正儀の兄。南朝左衛門尉・河内守・河内国守護・帯刀舎人。贈従二位。父の正成や末弟の正儀と並ぶ、南北朝期の代表的名将。「大楠公」正成に対し小楠公（しょうなんこう）と尊称される。

## 概説
生年や幼少期の実態は不明だが、後村上天皇が即位した翌年の延元5年/暦応3年（1340年）から史上に現れ、南朝の河内守・河内守護として河内国（大阪府東部）を統治した。河内守となって7年間は戦いを一切行わなかったが、これには、主戦派として幕府と十全に戦うために力を蓄えていたのだという『太平記』史観に基づく旧説と、本来は父の正成・末弟の正儀と同様に和平派であり幕府との戦いを好まなかったのではないかという岡野友彦の新説がある。いずれにせよ、興国5年/康永3年（1344年）初頭、南朝の脳髄である公卿・歴史家北畠親房が、遠征先の東国から吉野行宮に帰還し、興国7年/貞和2年（1346年）末までに和平派の首魁という説もある左大臣近衛経忠を失脚させて（藤氏一揆）、准大臣として南朝運営の実権を握ると、正行は、好むと好まざるとに関わらず、幕府との戦いの矢面に立つことになった。
正平2年/貞和3年8月10日（1347年9月15日）、兵を起こした正行は、寡兵でもって北朝・室町幕府の勇将細川顕氏や山名時氏らの大軍を立て続けに破り、北朝から「不可思議の事なり」（「人智を超越した事象である」）と畏怖された。岡野によれば、親房が幕府の実質的指導者足利直義（将軍尊氏の弟）と執事高師直の不和を知っていた史証があることから、正行が寡兵にもかかわらず挙兵したのは、幕府の内部瓦解を狙った親房の作戦だったのではないかという。また、藤田精一・生駒孝臣は、正行の戦闘経路が、元弘の乱（1331年 - 1333年）での父のそれをほぼ踏襲していることを指摘する。藤田によれば、初陣での紀伊国（和歌山県）攻略は父と同様に兵站・情報網の要地を狙った戦略であるという。生駒は、正成の再来であるかのような正行の軍事行動は、北朝・幕府に恐れを抱かせたであろうと推測する。正行は同年内の戦いでは無敗であり、二度の大合戦から細々とした局地戦まで全てに完勝した。南朝の各地方の方面軍もまた、正行の中央での活躍に合わせて、味方への鼓舞と敵への調略を活発化させた。
しかし、正平3年/貞和4年1月5日（1348年2月4日）、河内国讃良郡野崎（大阪府大東市野崎）から北四条（同市北条）で発生した四條畷の戦いにおいて、幕府の総力に近い兵を動員した高師直と戦い、一時は師直を本陣である野崎から後退させるなど優位に立つも、追った先の北四条で力尽き、弟の正時や従兄弟の和田新発を含めた26人の将校と共に戦死した。この戦いは、『太平記』では開戦前から討死を前提とした玉砕だったと物語られ、悲壮に描かれた。だが、『太平記』の玉砕説は複数の研究者から疑問視されており、特に生駒は、それまで不敗であることや、同族の武将の書簡などを見る限り、歴史上の正行はこの戦いでも勝利を確信して開戦したのではないかとしている。楠木兄弟の戦死と直後の吉野行宮陥落により、師直と直義との間の政治権力の均衡が崩れ、室町幕府最大の内部抗争である観応の擾乱（1350年 - 1352年）が発生することになった。
史料に乏しく、軍事的能力を高く評価された武将という以外の歴史的人物像は不明瞭である。一方、軍記物語『太平記』（1370年頃完成）の「桜井の別れ」の物語や、川に溺れた敵兵の命を救ったという伝説などが広まったことで、後世には孝子・忠臣・博愛の鑑と見なされるようになった。救敵伝説は、日本赤十字社草創期に広報活動や教育の材料として用いられた。また、明治時代には明治天皇から追悼の勅語を受け、従二位を追贈されて、大阪府四條畷市の四條畷神社の主祭神となった。

## 生涯

### 挙兵前

#### 誕生

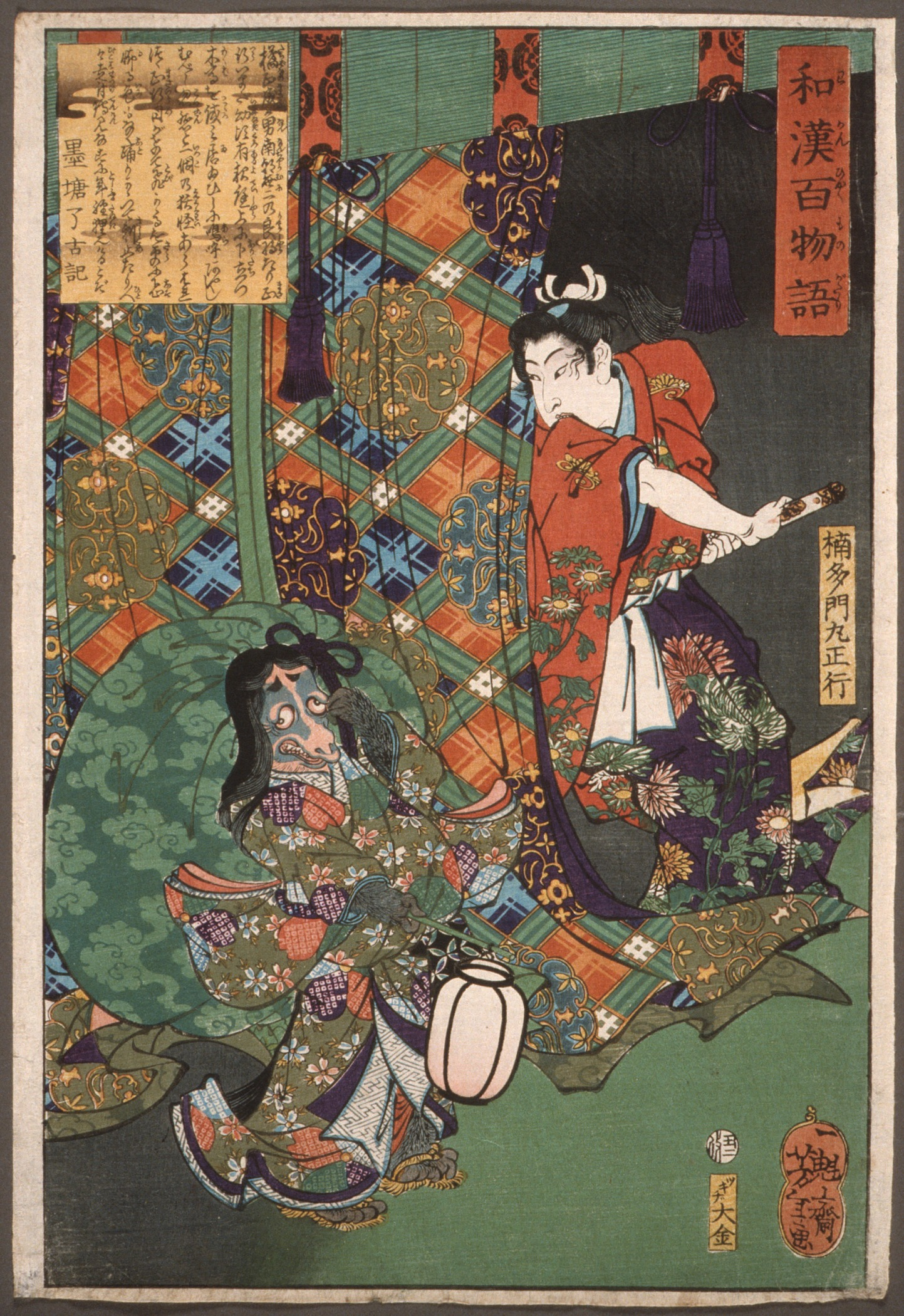
狸の妖怪を退治する若き楠木正行。月岡芳年『和漢百物語』「楠多門丸正行」（元治2年（1865年））。

鎌倉時代末期、本姓橘氏を自称する河内国（大阪府東部）の御家人（将軍に直属する特権身分の武士）・有徳人（豪商）の楠木正成の長男として誕生した。
確実な生年は不明で、以下の諸説がある。
- 嘉暦元年（1326年）説 - 軍記物語『太平記』流布本巻16「正成首送故郷事」に、延元元年/建武3年（1336年）の湊川の戦い直後の正行について、「今年十一歳に成りける帯刀」[6]とあり、逆算すれば嘉暦元年（1326年）生まれとなる[7]。
- 元亨3年（1323年）説 - 『太平記』流布本巻25「藤井寺合戦の事」では、正平2年/貞和3年（1347年）時点で「年積りて正行已に二十五」[8]とあり、逆算すれば元亨3年（1323年）と生まれとなる[7][注釈 5]。つまり、正行の生年は、『太平記』内部ですら自己矛盾を起こしている[7]。
- 元応2年（1320年）ごろとする説 - 延元5年/暦応3年（1340年）に正行自身が建水分神社に奉納した扁額に「左衛門少尉」の自筆があり、既に相当の官位に昇っている[9][7]。また、同年から河内国の政務を開始するため、このような職務を遂行するからには、現代日本語で言う成人年齢程度には達していたのではないかとする説[7]。
- 正和5年（1316年）もしくはそれ以前とする説 - 前項の扁額に見るように既に一定の官位を得ていた事実に加えて、同年に正行が発給した文書は威風堂々たる書風で、これも子供のものとは思えない[9]。さらに、『太平記』では、湊川の戦いの年の終わり、後醍醐天皇が吉野に南朝を立てた際に、その供奉を務めていたと描かれており、当時数え11歳の少年が出来ることではない[9]。よって、湊川の戦いの延元元年/建武3年（1336年）には「丁年」（数え21歳）に達していただろう、とする説がある[9]。逆算すれば正和5年（1316年）もしくはそれ以前の生まれとなる。明治初年に、重野安繹も同様の趣旨を述べている[要出典]。

藤田精一は、正和5年（1316年）以前説について、書風を根拠とするのはやや確証に欠けると疑問を呈した。また、幼少で参議に任じられた北畠顕家の例を挙げ、公家の顕家の例を武家の正行に対して直ちに傍証として用いることはできないとはいえ、このような戦乱の時代では、武士が若くしてそれなりに高い官位を得ていたとしても、全く有り得ないことではないだろう、としている。しかしその一方で、藤田は、正行の末弟である正儀の幼名と伝えられる「虎夜刃丸」が、丙寅の年である嘉暦元年（1326年）に生まれたことに由来するのではないかと指摘し、正行の生年は嘉暦元年（1326年）より少し前である可能性も論じている。
生駒孝臣は、元応2年（1320年）ごろとする説が、最もつじつまが合うのではないかとしている。その一方で、嘉暦元年（1326年）説についても、この説を採用したとしても河内守就任時には数え15歳であって当時の元服年齢には達していることを指摘し、完全な否定はしない。

#### 楠木正成の死と大塚惟正の奮闘
父の楠木正成は、後醍醐天皇が鎌倉幕府と北条得宗家を打倒した元弘の乱（1331年 - 1333年）では、後醍醐の実子尊良親王・尊雲法親王（護良親王）と共に開戦当初から参戦。建武の新政においても最高政務機関である記録所をはじめ、雑訴決断所、恩賞方、武者所等の主要機関に所属、さらに摂河泉の三国の国司・守護を兼任（ただし和泉国は守護のみ）するなど要職を務め、また高師直と共同で、西園寺公宗の後醍醐暗殺計画を未然に防いだ。2000年前後以降は建武政権の諸政策について再評価が試みられており、そこに記録所寄人として関わった正成は官僚的な手腕にも長けていたのではないかという説もある。さらに、足利方との戦いである建武の乱でも総大将新田義貞に次ぐ有力武将として活躍。だが、延元元年/建武3年5月25日（1336年7月4日）、湊川の戦いで討死した。その後も続く連敗で建武政権は崩壊し、後醍醐天皇は尊氏に降った。
延元元年/建武3年12月21日（1337年1月23日）、後醍醐天皇が京都から脱出して吉野に南朝を開き、南北朝の内乱が勃発。北畠親房の『神皇正統記』によれば、吉野に入るとき、後醍醐は正成の一族を召し従えていたという。
この頃は、楠木氏同族大塚氏出身で、南朝の和泉守護代である大塚惟正（楠木惟正）が、楠木党と畿内での南朝軍を率い、八木法達や岸和田治氏ら湊川の戦いの生き残りを率いて戦った。惟正は延元2年/建武4年1月1日、法達・治氏・平石源次郎らを指揮して和泉国に侵攻し、足利方の中川次郎兵衛入道父子の領地に入って父子と戦った。この後も若松荘・和田・菱木方面を初め、和泉国内でさらに数ヶ月戦いを続けた。
ついに、3月10日には、幕府の有力武将である細川顕氏と細川直俊が出撃し、河内国古市郡（大阪府羽曳野市）で戦いが勃発。両軍は野中寺や藤井寺西を舞台として交戦し、惟正は直俊を敗死させるなど大きな武功を挙げた。
それからも惟正と顕氏は同年10月頃まで散発的に戦いを続けた。惟正の親族と見られる大塚正連（おおつか まさつら）、通称を新左衛門尉という武将も活躍している（『和田文書』）。しかし、両軍の戦いは一進一退で膠着状態にあり、やがて自然に沈静化した。惟正が楠木党の統率を代行する戦いはここで終わる。しかし、翌延元3年/暦応元年（1338年）ごろには、和泉守護代としての職責を果たしている（『久米田寺文書』『和田文書』）。のち、正行が成長すると、惟正は楠木氏宗家の当主である正行を補佐し、楠木党と係わりの深いの武将らに書状を送って参集を促すなどの働きをしている。

#### 歴史に姿を現す

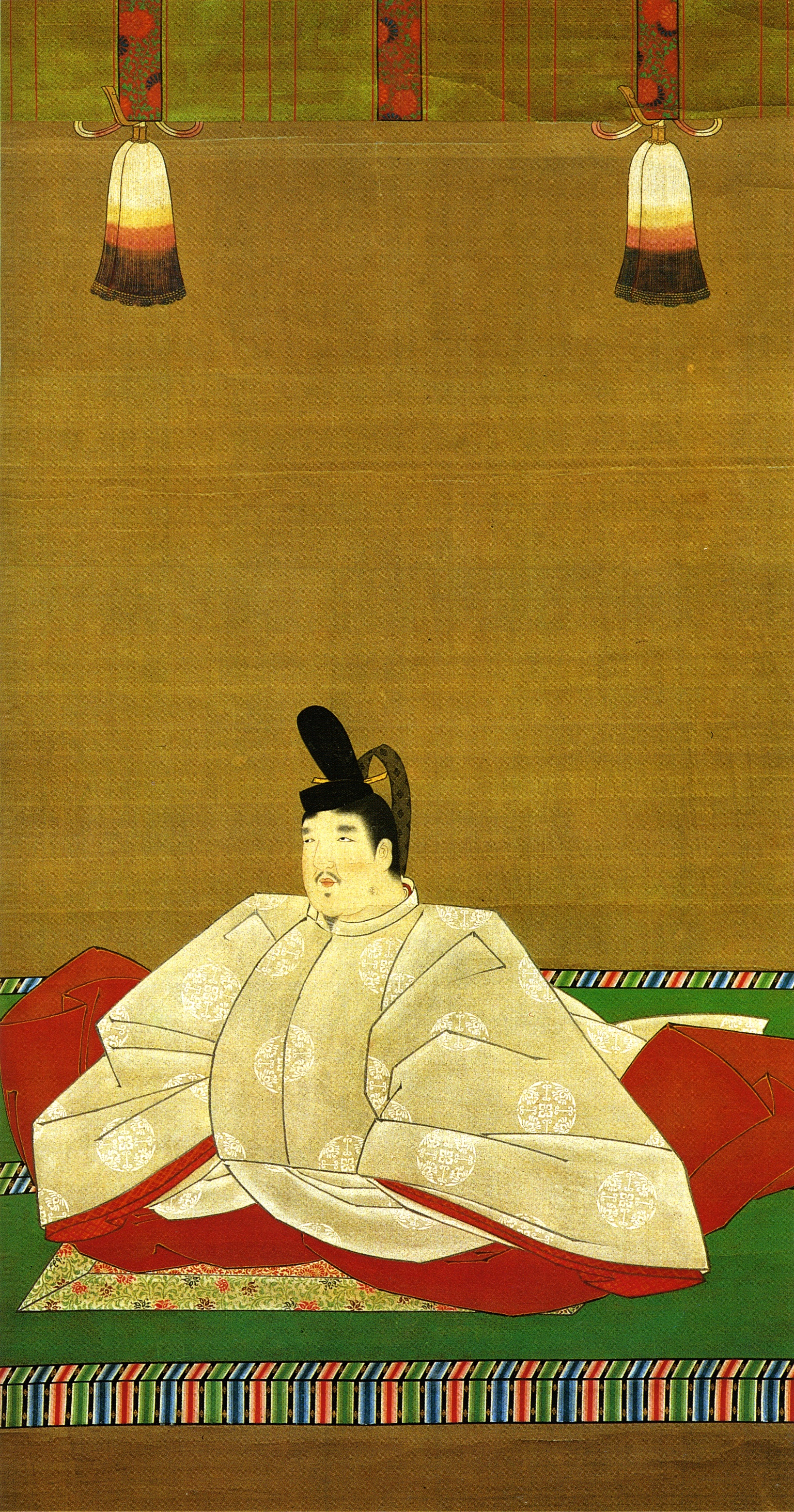
後村上天皇像（来迎寺蔵）

延元4年/暦応2年8月16日（1339年9月19日）、後醍醐天皇崩御。南朝の次代の天皇には、子の義良親王が後村上天皇として践祚した。しかし、南朝は既に新田義貞・北畠顕家という両雄を喪失しており、しかも諸国を見渡しても南朝側に付く者は少なく、宮廷は動揺した状態にあった。こうした状況に現れ新帝を補佐したのが、かつて元弘の乱（1331年 - 1333年）で寡兵でもって挙兵し、四面楚歌の後醍醐天皇を勝利に導いた武将楠木正成の嫡子、楠木正行である。
正行の史料上の初見は、延元5年/暦応3年（1340年）4月8日に建水分神社に奉納した扁額で、「左衛門少尉橘正行」を称している。正行は、父と同様、河内国司と河内守護を兼任していたと考えられ、遅くとも同年4月26日には河内国司兼守護としての施行を行っている（『観心寺文書』「河内国国宣」）。
現存文書は全て寺院に関する命令だが、生駒孝臣は、河内国内への他の行政や軍事についても正行が職責を果たしていたであろうと推測し、軍事面では特に父の正成ら楠木党の同国への影響力が多大に作用していたのではないか、と述べている。
延元4年/暦応2年（1340年）に姿を現してからの7年間、正行は戦を行わず専ら河内の政務のみを行った。『太平記』史観に基づく通説的理解としては、正行は直接戦闘をしなかったとはいえ主戦派であり、幕府との戦いを万全にするための軍事力を蓄えていたとされ、全国各地の南朝内主戦派とは連携を取っていたと言われる。例えば、戦前の研究者である藤田精一は、正行は表立った軍事行動こそしなかったものの、この頃、大和国（奈良県）を拠点として幕府と戦っていた開住西阿への支援を行っていたのではないか、と推測した。そして、その論拠として、『阿蘇文書』によれば、後に四條畷の戦いで西阿と同じ開住氏（戒重氏）の開住良円が正行と共に戦死していることを挙げている。一方、次節で述べるように、戦後の新説では、岡野友彦が、正行は実は和平派だったのではないかと主張している。

#### 近衛経忠の失脚と北畠親房の台頭

北畠親房（菊池容斎『前賢故実』より）

興国2年/暦応4年（1341年）5月、南朝の左大臣近衛経忠が、北朝が占拠する京都へ赴くという事件が発生した。この事件は「藤氏一揆」と称され、かつては、経忠の個人的権力欲からの行動と見なされていたが、1955年の高柳光寿の指摘以降は、和平派である経忠の和平交渉の一環であった可能性が大きいとされている（ただし、21世紀初頭の研究者でも、亀田俊和は経忠和平派説を疑問視している）。
また、岡野友彦の主張では、楠木氏の代々の厭戦傾向からして、正行も和平派であり、経忠と手を組んでいたのではないかという。論拠の第一に、『太平記』より信頼性の高い『梅松論』では、建武の乱において父の楠木正成が尊氏との講和に積極的で、後醍醐天皇に和平を進言したとされることが挙げられる。第二には、正行の死後に楠木一族（弟の楠木正儀）が南朝内の和平派を主宰したことが挙げられる。そして、先代当主と次代当主が和平派であるからには、中間の正行の代の楠木氏も和平派寄りであると考えるのが自然であろうとした。
経忠（および岡野説では正行）ら和平派が中央で勢力を増したことによって、常陸国（茨城県）で戦う北畠親房との間に亀裂が走り、東国における南朝勢力は衰えていった。高柳は、主戦派の親房を批判し、和平派である（と高柳が推定する）経忠の方を「現実派」として高く評価した。南朝の「苦境」という歴史的結果から見る限りでは、和平派の方に理があるように見える。しかし、親房の評伝を著した岡野は、藤氏一揆が発生するまでは、実際は南朝の方が常陸国では優勢であったと反論する。
岡野は、後醍醐天皇崩御後に不安と厭戦気分にかられた南朝中央政府が、地方の南朝軍の合意を取り付けずに独断で和平工作に動き出し、この南朝内での不協和音のせいで親房は急に劣勢に立たされたのだとする。興国2年/暦応4年（1341年）5月を境に、親房が結城親朝を調略するための音信の形式が「御教書」（公的で尊大な命令）からただの「書状」（私的で丁重な依頼）に転落して、親房の苦境が形に現れており、これは藤氏一揆の時期と全く一致する。また、親房が実際に経忠派からの妨害工作を受けていたと見られる形跡を指摘する。つまり、親房の常陸での敗北は必然ではなく、和平派＝悲観派の蔓延による自己実現的なものであったと主張した。
経忠に背中から刺された形になった親房は、興国5年/康永3年（1344年）春、吉野行宮に帰還した。一般に、「東国で敗北し逃げ帰った」と称されるが、岡野は、親房にとっての当時最大の敵は東国の北朝軍ではなく南朝内の和平派であり、近衛経忠と楠木正行ら和平派の影響を中央政界から払拭するために吉野に拠点を移したのではないか、と推測している。親房は遅くとも興国7年/貞和2年（1346年）11月13日までに准大臣に任じられ（宮内庁書陵部本『日本書紀』奥書）、経忠を制して南朝の実権を握った。

#### 挙兵の準備と目的
正行がいつごろから北朝に対する戦闘準備を始めたのか正確には不明である。某年4月24日、吉野殿の兵糧について、正行が金剛寺に宛てた書状が存在するが（土橋嘉兵衛旧蔵文書『思文閣古書資料目録』202）、肝心の年次が記載されていない。
やがて、正行は正平2年/貞和3年（1347年）に挙兵することになる。正行が挙兵した理由について、軍記物語『太平記』流布本巻25「藤井寺合戦の事」では父の十三回忌だからとなっているが、史実では父の死から数えで12年しか経っていない。藤田精一や生駒孝臣は正行を主戦派とする『太平記』的見解に立ち、雌伏の時を過ごした上での満を持した挙兵であったとするが、
- なぜ特にこの時期でなければならなかったのか、
- なぜ河内守となって7年間も一切軍事行動に（少なくとも表向きは）関わっていなかったのに突然具体的な攻勢に出たのか、
- なぜ北朝に比べ圧倒的に軍事力に劣る南朝から攻撃を仕掛けたのか、どのような全体構想の元に戦いをしていたのか、

といった点には言及していない。
一方、正行和平派説を唱える岡野友彦の論では以下のようになる。
- 興国5年/康永3年（1344年）春に吉野に帰還した北畠親房は、まず和平派の影響力を取り除くことにしばらくの時間を費やした[39]。そして、南朝の事実上の指導者となった親房は、幕府に勝利するための計画を練り、「失敗の許されない最後の勝負」の準備が整ったのが正平2年/貞和3年（1347年）という時期である[39]。
- そして、正行は本来は和平派であるが、一武将としての立場上は従一位准大臣である親房の決定に従う他はなく、強制的に足利方と戦わざるを得なかったのではないか、とする[27]。
- また、この後に続く正行の一連の戦いの全体構想については、当時、室町幕府の実質的な最高権力者である足利直義（尊氏の弟）と尊氏の片腕である執事高師直との間で対立関係が発生していたことに着目する[40]。岡野によれば、親房は、この亀裂に外から一突きを加えれば、やがて幕府内部で抗争を起こして自壊するに違いない、と計画したのではないかという[40]。

最後の直義と師直の対立関係については、亀田俊和の主張によれば、師直は後醍醐天皇の諸改革を範とする革新派の政治家で、後醍醐が作り上げた雑訴決断所の法制度を元に、執事施行状という、恩賞（土地）の宛行（給付）に強制執行力を付加した文書・制度を考案したという。その反対に、直義は、鎌倉執権北条義時・北条泰時（『御成敗式目』の制定者）の治世を理想とする保守派の政治家であり、師直の新しい文書形式を好まなかったのだという。対立関係が表面化した具体的な事例の一つとして、亀田は「仁政方」という機関が師直の本拠ではないかと推測し、興国2年/暦応4年（1341年）10月3日、室町幕府追加法第七条によって、仁政方の沙汰付（強制執行）権限が、直義の本拠である引付方に接収されたことを挙げている。しかもなお、師直は直義の決定を無視して執事施行状を発給し続けた。
そして、親房は当時東国にいながらにして、京都にいる直義・師直の間の不和の情報をつかんでいた。岡野はその史証として、親房が常陸国（茨城県）にいたころ、興国4年/康永2（1343年）7月3日に結城親朝に宛てた書状に「京都凶徒の作法以ての外と聞こえ候、直義・師直の不和、すでに相克に及ぶと云々」（『相楽結城文書』）とあることを指摘する。

### 戦い

#### 初陣
南朝の慌ただしい動きを事前に室町幕府は察知しており（藤田精一説）、正平2年/貞和3年（1347年）8月9日、足利直義の命によって、細川顕氏や畠山国清らが南朝と戦うための部署に就いた（『朽木文書』『田代文書』『徴古雑抄』）。
その翌8月10日（西暦9月15日）、正行はついに初陣に臨んだ。和泉和田氏の棟梁和田助氏（みきた すけうじ）らを率いて紀伊国隅田（すだ）城（和歌山県橋本市隅田町）を攻めたのである（『和田文書
』）。隅田は、父の正成も元弘の乱後半戦で再挙した際に真っ先に攻めた地域である。藤田によれば、まず隅田を落としたのは、吉野行宮と楠木氏の根拠地である東条（大阪府富田林市南東端）の間の連絡路を確実にするための作戦だったのではないか、という。
正行の挙兵に、紀伊半島熊野の南朝派も呼応して戦ったが（『園太暦』同月19日条）、藤田は、伊勢国（三重県）に地盤を持つ北畠親房からの支援であろうとしている。こうした状況に、19日には幕府の河内・和泉守護細川顕氏が出陣し、天王寺経由で堺浦へ向かおうとした（『園太暦』同日条）。北朝公卿の洞院公賢によれば、意外にも顕氏は南朝に対抗できる兵数を揃えるのに苦慮しており、21日になってやっと天王寺を出て堺浦へ出陣した（『園太暦』同日条）。
この頃、京には様々な風説が届けられており、公賢は、8月22日には南朝軍が撤退したようだと胸を撫で下ろしている（『園太暦』同日条）。しかし、実際は、正行は8月24日には河内国池尻（大阪府大阪狭山市）を攻めている（『和田文書』）。この日の戦自体の勝敗は不明だが、戦況からして遅くとも9月初頭までには同地を制圧したと考えられる。
突然の事態に北朝・幕府は恐慌状態にあり（藤田説）、29日には、足利直義が東寺に戦勝を祈願させた（『東寺文書』「五条之部　山城」）。
正行はさらに兵を進めて、9月9日には八尾城（同府八尾市）で少なくとも三度目の戦いを行い、連勝を重ねた（『和田文書』）。
正行の快勝を確認した南朝は、9月10日、幕府との全面対決を公式発表し、後醍醐皇子の懐良親王らが戦う九州征西将軍府へも一報を入れた（『阿蘇文書』）。

#### 藤井寺・教興寺の戦い
快進撃を続ける正行の前に、正平2年/貞和3年9月17日（1347年10月21日）、ようやく幕府の河内・和泉守護細川顕氏（細川奥州家当主）の本軍が立ち塞がった。顕氏は、10年前、南朝の鎮守府大将軍北畠顕家が落命した石津の戦いでは、北朝の主将高師直と共に軍功を幕府第一と讃えられたほどの勇将である（『出羽上杉家文書』「上杉清子書状」）。河内国藤井寺（大阪府藤井寺市の葛井寺）と河内国教興寺（大阪府八尾市教興寺の教興寺）にて、正行は和泉和田氏棟梁和田助氏らを率い、六角氏当主佐々木氏頼らを率いる顕氏の軍勢と衝突し、正行は初めての大合戦に挑んだ。
藤井寺・教興寺の戦いについては、軍記物語『太平記』流布本巻25「藤井寺合戦の事」では長々と描かれているが、そもそも正行の初陣と描かれている点からして史実と食い違っている。史料上は、以下のような簡潔な記述しかわからない。
- 『和田文書』「和田助氏軍忠状」「一　同十七日、藤井寺合戦時致忠節畢、」[52]
- 『園太暦』「〔河州教興寺合戦事〕九月十九日天晴、今日聞、河州教興寺合戦、顕氏得理之処、凶徒入夜俄襲来、官軍敗績多殞命、或又死生不分明之輩多々云々、」[52]
- 『師守記』九「九月十八日丁巳、天陰、巳刻已後雨降、酉刻止雨、今日聞、昨日於河内有合戦、佐々木大夫判官手物多打死、」[52]

以上の一次史料に加えて、14世紀後半に編纂された『尊卑分脈』によれば、この戦いで幕府方の氏頼の弟である佐々木光綱が戦死したという。
史料が少ないため、『大日本史料』編纂者・藤田精一・生駒孝臣の各研究者で、以下のように、戦いの経過の詳細について解釈が違う。ただし、正行が夜襲を決定打として顕氏に大勝したとするのは、どの研究者も同じである。
『大日本史料』綱文の解釈では、9月17日昼、正行と顕氏の間で「藤井寺の戦い」が発生。この時は決着がつかず、一度戦いは中断したが、同17日の夜に正行が顕氏を夜襲して「教興寺の戦い」が発生し、顕氏の軍を散々に打ち破ったという。
藤田は、『太平記』と『細々要記』8月19日条も利用して解釈を行う。藤田によれば、幕府軍は、天王寺・堺方面の顕氏の本軍と、八尾方面の第二軍に分かれていた。この両軍は、楠木氏の本城である東条（大阪府富田林市南東端）へ向けて並行して進軍した。そして、藤井寺や誉田八幡（大阪府羽曳野市誉田）で交戦し、幕府側が南朝側を圧倒した。ところが、優勢に慢心していた各方面の幕府軍は、9月17日夜に楠木党からの奇襲を同時に受け、夜戦である「藤井寺の戦い」（正行本軍と顕氏本軍の戦い）と「教興寺の戦い」（第二軍同士の戦い）が並行して発生し、どちらの戦いでも幕府側はおびただしい死傷者を出して、南朝軍の大勝に終わったという。
生駒の解釈では、まず9月17日に正行が顕氏を「藤井寺の戦い」で撃破。しかし、顕氏は河内国守護であるため領国を完全撤退することができず、敗北後も同国に滞在していた。そこに、9月19日昼、「教興寺の戦い」が発生し、この戦いは顕氏のやや優勢で終わった。しかし、同19日夜に正行が夜襲を仕掛け、顕氏を再撃破したとする。

#### 「不可思議の事なり」
藤井寺・教興寺の戦いの結果は、北朝・幕府の根拠地である京へ驚愕をもって伝えられた。
20日、北朝の前左大臣洞院公賢のもとを、官人・歌人の惟宗光吉と惟宗光之が訪れ、幕府軍が帰京して状況報告したことを伝えたが、公賢の日記は河内での合戦について、「不可思議事也」と記している（『園太暦』同年9月20日条）。
「不可思議」の短縮形として「不思議」という言葉があるが、『太平記』研究者の長谷川端は、『太平記』の作者は、正行の父である正成を、「不思議」という語によって捉えようとしていたのではないか、と述べている。例えば、『太平記』の古態本の一つである「西源院本」では、千早城の戦いの正成について「楠ガ心ノ程コソ不思議ナレ」と評されている。長谷川の説によれば、少数の手勢で城を守る正成の武略と智謀は、とても人間業とは考えられず、『太平記』作者の正成に対する、「超現実的なものへの驚き」の念が、「不思議」という言葉に表現されているのだという。以上の正成への「不思議」はあくまで文学である『太平記』上での評価だが、正行への「不可思議」は文学の主人公ではなく今まさに北朝へと兵を進めつつある同時代人物への驚嘆である。

#### 藤井寺・教興寺の戦いの影響
正行の活躍によって、各地の南朝軍も鼓舞されつつあった。「良海上人」という人物が北朝公卿洞院公賢に報告した話によれば、東国で小山氏と小田氏が南朝側に復帰して蜂起を起こし、さらに宇都宮氏の武将が吉野から本国の下野国（栃木県）へ発向したという（『園太暦』9月20日条）。
また、正行の大勝は9月27日までには九州で戦う南朝征西大将軍懐良親王にまで伝わり、五条頼元ら征西将軍府は、配下の恵良惟澄（阿蘇惟澄）らを鼓舞する材料に使用している（『阿蘇文書』）。他にも、頼元が北朝方の宇治惟時（阿蘇惟時）の勧誘交渉に取り掛かるなど全体的に征西将軍府の活動が活発化しており、藤田精一は、これも正行の中央での活躍のおかげではないかと推測している。
一本『細々要記』によれば、さらにこのころ、既に正行は京都に潜入しており、幕府中枢を奇襲して尊氏や直義を近江国に追いやったという流言飛語まで巷で飛び交うようになったという。

#### 住吉・天王寺の戦い

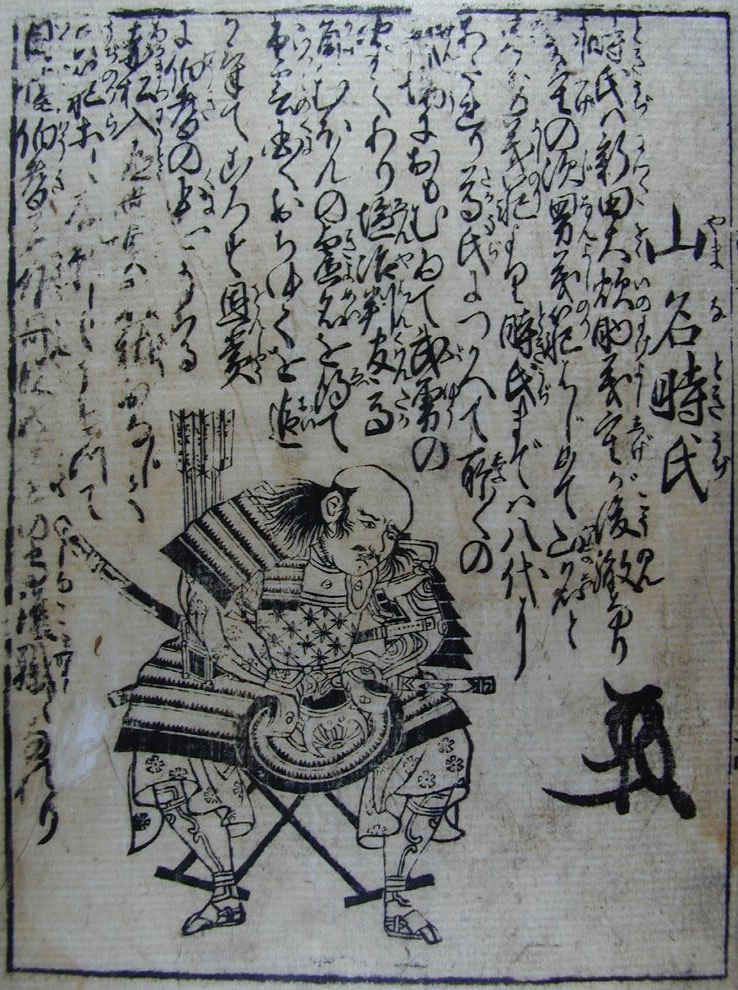
山名時氏（『本朝百将伝』より）

幕府側は、細川顕氏・佐々木氏頼の軍に、山名時氏・大友氏泰の軍を増援として送り、本腰を入れて南朝を討伐することに決定した。9月21日、足利直義は御教書（命令文）を発し、南朝討伐を呼びかけた（『野上文書』諸家文書纂十所収（大友氏泰書状貞和3年10月15日））。島津播磨家の武将の島津忠兼も時氏の傘下として戦うように命じられた（『嶋津文書』二「色川本」）。10月1日、時氏らは楠木氏の本拠である東条（大阪府富田林市南東端）を制圧目標として発向した（『師守記』）。
ところが、東条制圧という大きな目標を掲げた割には、特段大きな戦いが起きないまま、一ヶ月以上が過ぎた。10月半ばには、氏泰が野上資親に討伐軍への参集を命じるなどしている（『野上文書』前掲文）。藤田精一は、この遅々とした行動について、幕軍は正行を極度に警戒していたからではないかと推測している。
両軍の睨み合いが続く中、正平2年/貞和3年11月26日（1347年12月28日）、ついに住吉・天王寺の戦いの火蓋が切られた。住吉（大阪市住吉区住吉）および天王寺（大阪府大阪市天王寺区南部から阿倍野区北部）で両軍は激突。幕府第一軍の大将である細川顕氏は、大した戦いもしないまま遁走した。幕府第二軍の大将である山名時氏はしばらく踏みとどまったが、数人の弟を殺され、自身と息子（山名師義）も手傷を負うという壊滅的な被害を受け、ついに撤退した。『太平記』ではやはり長い物語があるが、史料では以下のような簡潔な記録しかなく、詳細な戦闘経過は不明である。しかし、藤田精一は下記『師守記』の後半部分を特に指摘し、この出来事が北朝に非常な衝撃を与えたのは確かであるとしている。
- 『和田文書』「和田助氏軍忠状」「一　同十一月廿六日、住吉天王寺両所合戦、進先陣致忠功畢、」[65]
- 『園太暦』「〔河州凶徒出張合戦事〕十一月廿七日、天晴、今朝彼是云、昨日河州凶徒襲来、天王寺并堺浦[注釈 11]合戦、陸奥守顕氏不及幾合戦引退、前伊豆守時氏、尽心相戦、終舎弟両三人同所打死、時氏父子被疵引退、武家辺騒動云々、」[65]
- 『師守記』九「十一月廿七日乙丑、天晴、今朝聞昨日於天王寺并住吉有合戦、自南方押来云々、軍勢悉引京都云々、今夕打死并被疵輩不知数云々、以外事也、為之如何、」[65]

また、14世紀後半に編纂された『尊卑分脈』によれば、戦死した時氏の舎弟のうち一人は三河守山名兼義という人物だったという。
なお、延元5年/暦応3年（1340年）2月、後村上天皇は河内国小高瀬荘を観心寺に引き渡す綸旨（命令）を下していたが、正行はこの年の12月15日になってやっと、同国守護代の和田左衛門尉に命じ、7年ごしでこの綸旨を施行している。顕氏を破って同国を平定したことで、国内の整備に着手できるようになったと考えられる。生駒孝臣は、一瞬ではあるが12月は正行にとって平和を過ごすことが出来た時期だったかもしれないとしている。

#### 高兄弟の登場

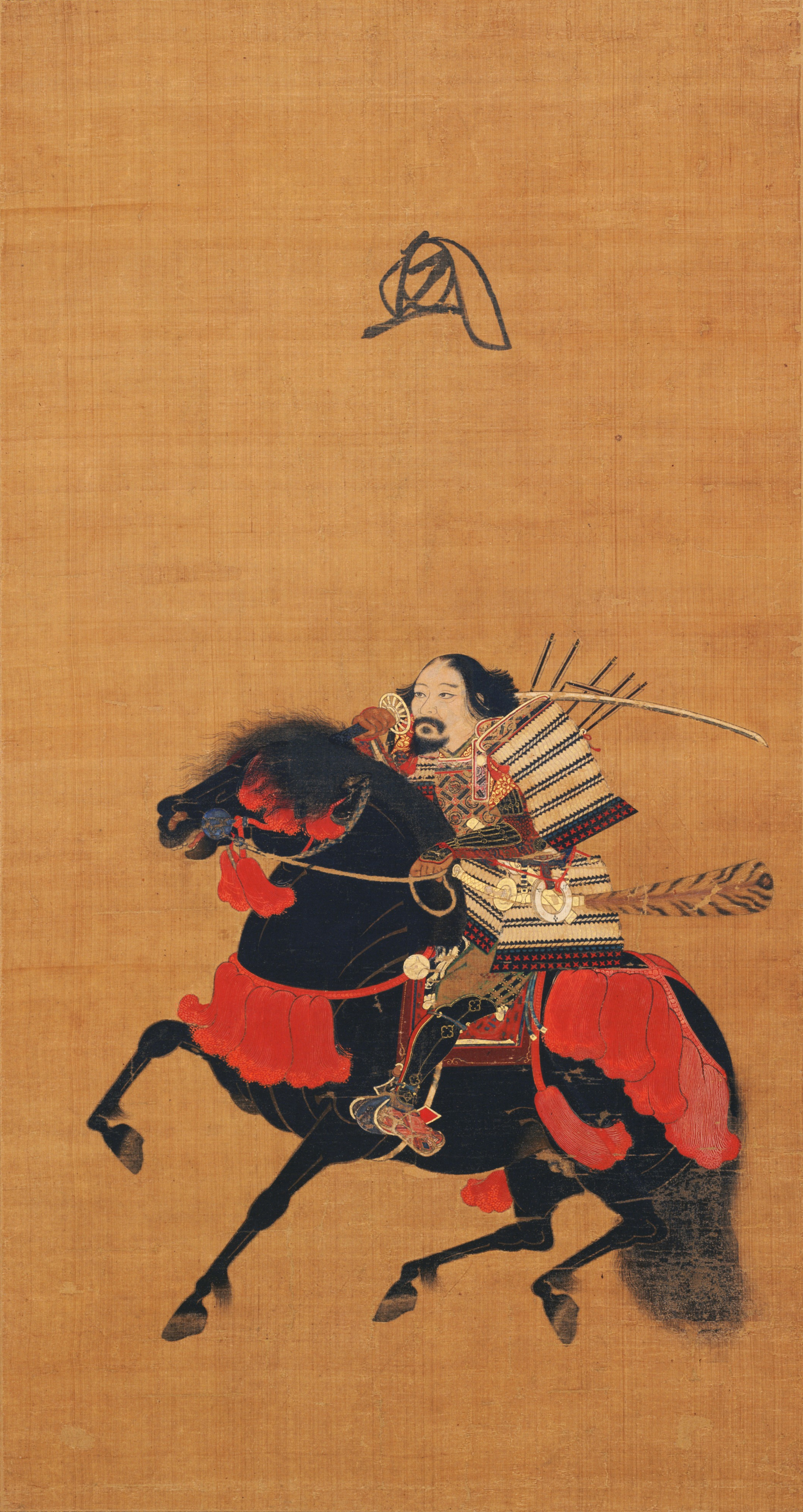
『騎馬武者像』　足利尊氏像と伝わるが、高師直かその親族説がある。

正行は紀伊国で兵を起こし、摂津国の住吉・天王寺で決戦を制した。これは、実は、元弘の乱で父の正成が六波羅探題を破った時の戦闘経路とほぼ同じである。生駒孝臣は、「もしかして正行には父の足跡をたどろうという気持ちがどこかにあったのかもしれない」と推測する。そして、正行の心境は推測に過ぎないにせよ、少なくとも、正成のことを知る誰もが、正行にその姿を重ねたのは確実であろうとしている。そして、いわば正成の再来の出現を、最も肌で味わったのは幕府首脳部であったろうとする。
そもそも、細川顕氏と山名時氏は、決して弱い将ではなく、むしろその反対に、百戦錬磨の闘将であった。しかも、二人とも決して慢心していた訳ではなく、十分な兵力をもって正行との戦いに臨んでいたと思われる。それにもかかわらず、二人は正行に完膚なきまでに敗北した。亀田俊和は、この点もまた幕府首脳部を震撼させたであろうとしている。顕氏は敗戦の責任で河内・和泉守護を罷免された。また、弟である細川皇海も連座して土佐守護を解任されたという説もある。
幕府の最終手段として起用されたのは、将軍尊氏の懐刀であり、麾下最強の名将である執事高師直・師泰兄弟だった。
師直は顕氏と入れ替わりで河内・和泉守護となり、幕府が中央で集められる限りの総兵力に近い大軍を結集させた。『醍醐地蔵院日記』（『房玄法印記』翌年1月1日条）によれば、第一軍の師直軍だけでおよそ一万の兵数があったという。ここに加えて、兄弟の師泰の第二軍が編成された。南朝側は12月2日にこの情報を入手した。
まず12月14日、第二軍の高師泰が先に出陣し（『師守記』『田代文書』）、総大将の高師直は遅れて25日もしくは26日に京を出陣した（『師守記』『東金堂細々要記』『建武三年以来期』）。両軍は、あらかじめ決めておいた予定通り、淀（京都府京都市伏見区西南部）・八幡に駐留し年を越した（『園太暦』『師守記』）。

#### 四條畷の戦い

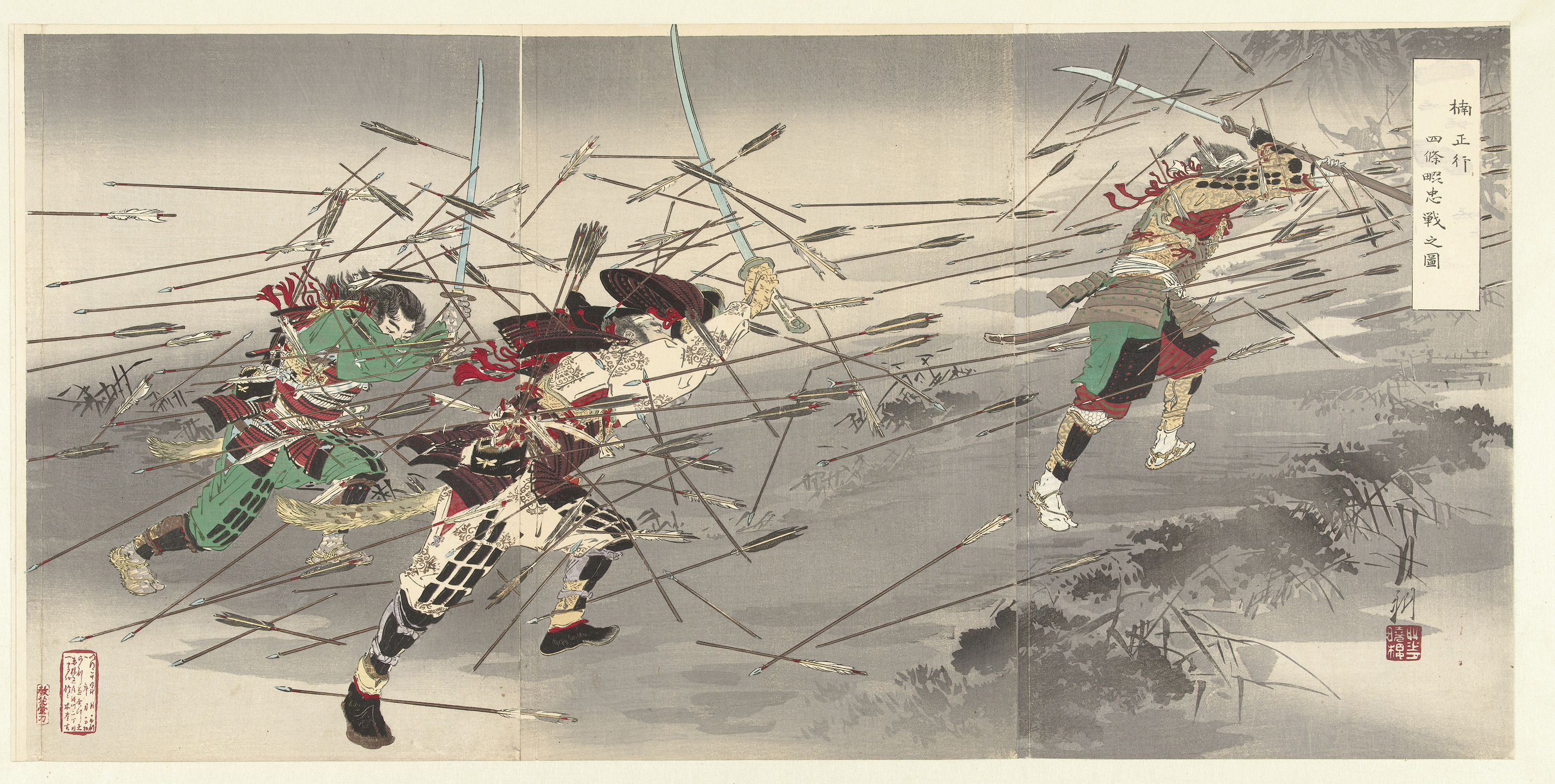
尾形月耕画『楠正行 四條畷忠戦之圖』

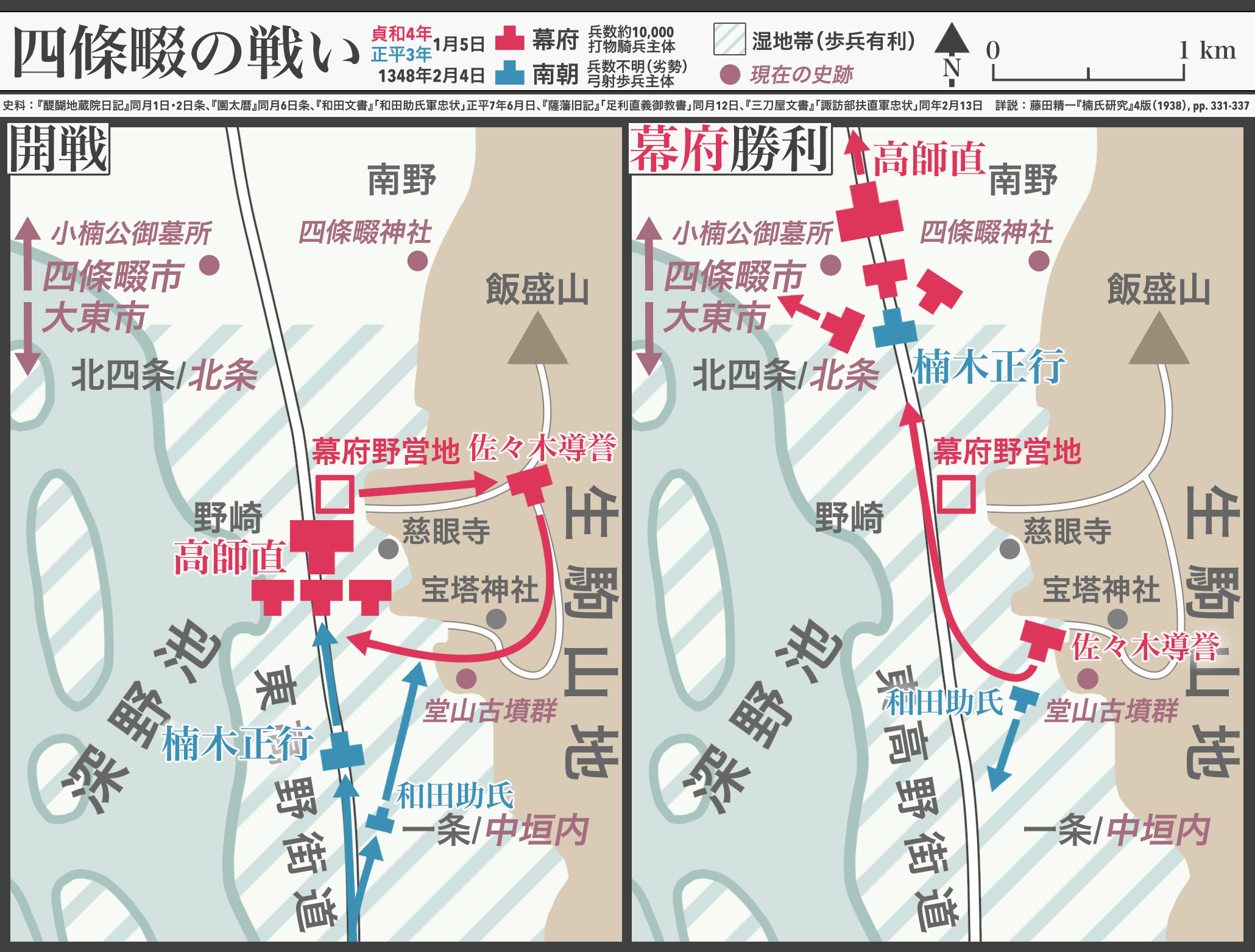
四條畷の戦い戦闘経過（一案）

山城国（京都府）から河内国（大阪府東部）へ入る手前で年を越した幕府軍は、正平3年/貞和4年（1348年）1月2日、ついに総大将の師直の第一軍が国境を越えて河内守正行の領国である河内国に入り、同国讃良郡野崎（大阪府大東市野崎）の辺りに逗留した（『醍醐地蔵院日記』同日条）。
それから3日後、正平3年/貞和4年1月5日（1348年2月4日）、讃良郡北四条（大阪府大東市北条）で正行と師直は激突した（『園太暦』同日条）。世上に名高い四條畷の戦いである。
ところが、この戦いについても史料は極めて乏しい。戦闘経過について確実にわかっていることは、以下の程度である。
- 師直が讃良郡野崎（大阪府大東市野崎）に陣を敷いていたこと（『醍醐地蔵院日記』）[73]。
- 正行率いる南朝軍の方から攻撃を仕掛けたこと（『園太暦』）[1]。
- 主戦場および正行が討ち取られた場所は讃良郡北四条（大阪府大東市北条）であったこと（『薩藩旧記』「足利直義書状」等）[75]。なお、ここで注意すべきは、主戦場となった北四条は、師直の陣がある野崎の「北隣の」地域である、言い換えれば南征を試みる師直の進行方向とは、逆方向なことである[74]。
- 熾烈な戦いになったこと（『園太暦』「合戦頗火出程事成」）[1]。

生駒孝臣によれば、師直の勝因は兵数だけではなく、戦術でも正行に比べ一枚も二枚も上手であったためという。まず野崎に本陣を敷いた師直は、その東部から北東部にある飯盛山も占拠した。それに対し正行の行動は一歩遅れたため、東を飯盛山に、西を深野池（ふこうのいけ）に挟まれた東高野街道を一直線に進まざるを得ず、正面の師直本軍と右手の飯盛山支軍を同時に相手にすることになってしまった。必然的に、正行は正面の師直本陣に切り込むしかなかったのである。その一方、藤田精一は、正行があえてここで開戦に踏み切ったのは、当時の野崎から北四条（北条）は西方に深野池が流れる湿地帯であったため、大軍の運用に余り適しておらず、少数の手勢で奇襲すれば師直を討ち取れると考えたのではないかと指摘する。また、『太平記』では、南朝軍は最初騎兵だったのが途中から馬を降りて歩兵になったと描かれているが、藤田は正行は最初から歩兵を運用していたものとして説明し、また『太平記』の正行が南朝軍を三部隊に分けたとする描写とは違い、実際は前軍と後軍の二部隊に分けたのだろうとしている。
藤田・生駒ともに、圧倒的な兵力差でもなお一時的には正行が優勢であったとする。しかし、藤田によれば、東の飯盛山から降りてきた師直軍支隊に挟撃される格好となってしまい、南朝軍の後軍がそれによって機能しなくなってしまったという。それでもなお、正行率いる前軍は正面に攻撃を続けた。藤田によれば、四條畷の戦いの主戦場が北四条となっており、師直の本陣である野崎から北にずれているのは、正行の猛攻によって師直が撤退したからだという。湿地帯であるため、騎兵である師直の後退速度が遅いのも正行の作戦の範疇であり、南朝軍は追撃を続けた。しかし、ついに決定打を与えることが出来ないまま、幕府軍大将の師直は戦域からの離脱を完了した上に、南朝軍の戦線が伸びきってしまい、時刻も夕方を迎えて、正行らは力尽きてしまった。
『園太暦』によれば、進退窮まった楠木正行とその弟（楠木正時）、そして親族の和田新発（しんぼち）は自害した。その他、南朝の中院義定が阿蘇惟時に送った書状によれば、開住良円、吉野の衆徒青屋刑部らも討死し、正行も含めて27人もの武将が死亡したという（『阿蘇文書』）。また、幕府の指導者の足利直義が喧伝するところでは、正行・正時・新発に加え、幕府は和田新発の弟の新兵衛尉（和田行忠）も討ち取り、さらに雑兵まで数えると、正行側の戦死者は数百人を数えたという（『薩藩旧記』「足利直義書状」）。『園太暦』によれば、首を切られたものだけではなく、生け捕りになったものも多かった。

#### 玉砕戦か否か
四條畷の戦いについて、軍記物語『太平記』に登場する正行は、迫りくる高師直兄弟の大軍に対し、決死の覚悟の玉砕を心に決め、辞世の句をあらかじめ残していたと描かれている（→辞世の句）。
しかし、戦前の研究者の藤田精一は、話そのものの悲壮美は賞賛するものの、この話が歴史的事実かどうかについては「同情的潤色」と断言している。
戦後の研究者の生駒孝臣は、さらに具体的な証拠を挙げて、歴史上の正行が討死を前提として四條畷の戦いに臨んでいたとは、到底考えられないと指摘している。一つ目の論拠としては、史上においても『太平記』の劇中においても、正行は幕府の名だたる勇将と大軍を相手にここまで連戦連勝を重ねて一度たりとも敗北を経験していないのに、突然戦況に絶望して討死を言い出すのは不自然であることが挙げられる。第二に、楠木氏同族の大塚惟正（楠木惟正）が12月中旬に和田氏へ宛てた書状（『和田文書』）に、北朝が動き始めたが次こそが勝敗を決する大事な合戦であると書いており、言い換えれば、あくまで楠木氏は幕府に対する勝利を最後まで軍事目標としていたという実証的な証拠がある。よって、生駒は、正行は師直に玉砕して死のうなどとは思わず、むしろ今回も大胆不敵に勝利を目指して師直に挑んでいったのではないか、としている。
亀田俊和もまた、楠木正成・正行父子の戦い方は、たまたま大軍相手に討死したという結果だけ取り上げると玉砕に見えてしまうが、史料上から示される楠木父子の戦略はむしろ玉砕の精神とは逆であり、彼らは時代を先駆けて、情報の収集・分析による合理的な戦い方を本分としていたと主張する。そして、歴史上の人物を英雄視すること自体にはどちらかといえば肯定的であるものの、それはあくまで史料に基づくべきであるとしている。

### 死後

#### 吉野行宮陥落

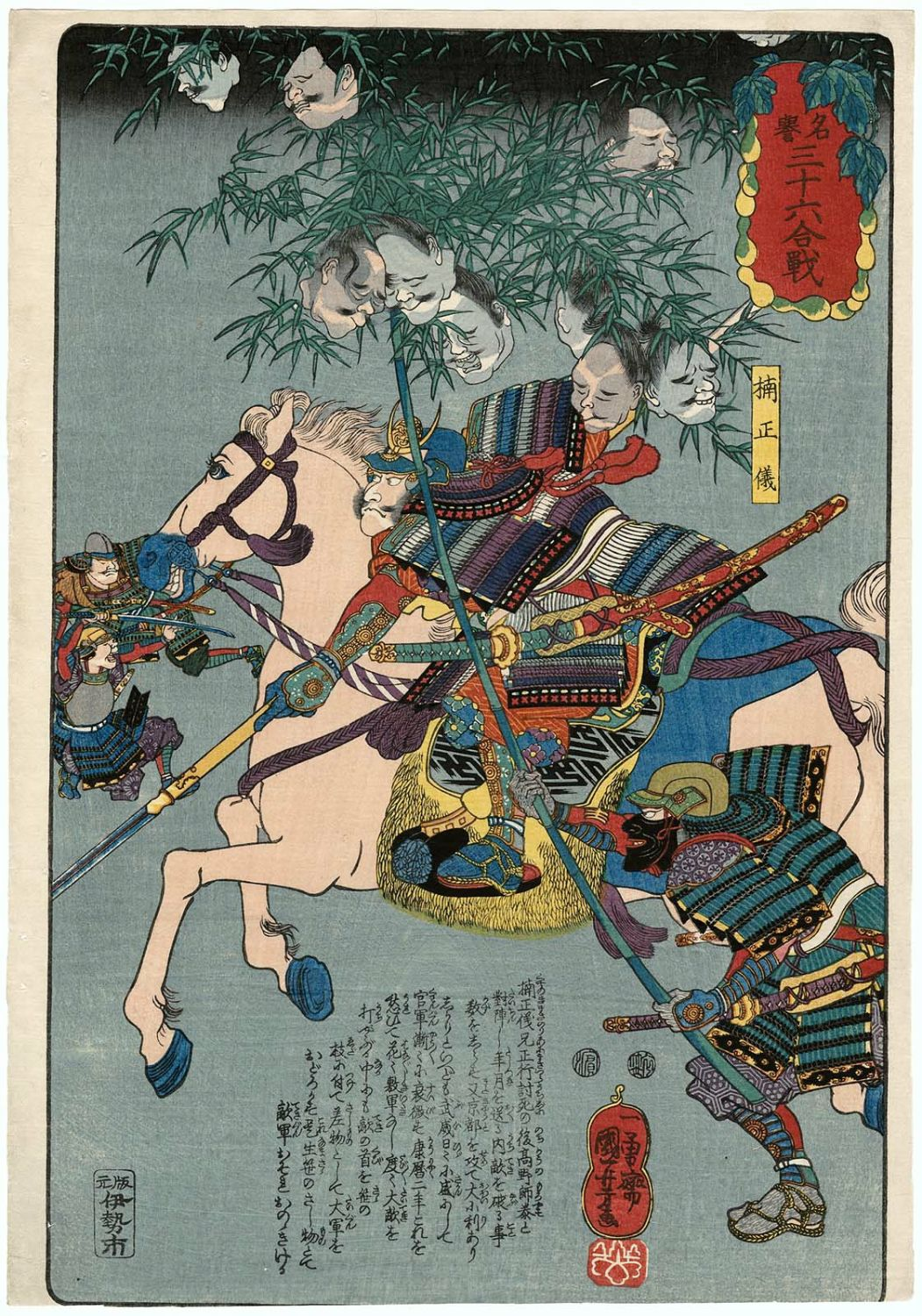
『名誉三十六合戦』より『楠正儀』（歌川国芳）

北朝の前左大臣洞院公賢は、新年早々の祝いのようだと喝采した（『園太暦』）。生駒によれば、これは敵に対する冷めた評価のようにも見えるが、どちらかといえばむしろ、京に刻々と迫る強大な敵将・楠木正行に対する恐怖心から開放された安堵感が漏れたものではないかという。
兄弟の師直の勝利を確認した高師泰は、1月8日に幕府第二軍を古市（大阪府羽曳野市古市）へ進め（『田代文書』）、ここと石川に拠点を置いて、7月まで南朝残党の掃討戦を行い、正行の館を焼き払うなどした。師直は南朝の本拠である吉野行宮へと進行し、1月26日から30日にかけて同行宮を陥落・焼亡させた。南朝後村上天皇は賀名生へと行宮を移さざるを得ず、以降、南朝方はさらなる劣勢を強いられることになった。
当時の南朝准大臣であった北畠親房の評伝を著した岡野友彦は、四條畷の戦いについては親房の失策であったと認める。前述したように（→挙兵の準備と目的）、岡野は、正行の一連の戦いは、足利直義と師直の間に亀裂を入れるための親房の作戦だったのではないかと考えている。しかし、岡野によれば、親房の誤算は、自身が思っていったほどには「直義・師直の不和」（興国4年/康永2年（1343年）の親房書状）の進行が速く進まなかったことだった。実際、亀田俊和によれば、興国4年/康永2年（1343年）時点では師直と直義の不和は極めて大きかったが、当時の幕府の人事や行事の記録などを見る限り、その翌年の興国5年/康永3年（1344年）から、完全とは程遠いものの、少なくとも表面上は両者の関係はやや修復に向かっていたのではないかという。
ところが、皮肉にも、正行を討ち吉野を攻略した師直の英名が絶頂に達したことで、直義と師直の間の政治力の均衡が崩れ去り、足利氏の内紛、観応の擾乱（1350年 - 1352年）と呼ばれる南北朝時代最大の政治闘争の一つに発展することになった。岡野は、確かに結果論的には親房の当初の目論見通りにはなったが、流石にここまで複雑な未来を全て予見できた訳ではないだろうとする。
楠木氏棟梁の地位は末弟の楠木正儀が継いだ。生駒孝臣によれば、正儀は父・兄と同様に軍略に長け斜陽の南朝の軍事力を一手に支えただけではなく、4度も京都を攻略し、さらに南北間の和平交渉における南朝側の代表となるなど外交能力にも優れ、武臣の範疇に留まらず、父・兄以上の重臣と言うべきものであったという。しかし、南朝で長慶天皇が即位して和平派への風当りが強くなるとしばらく北朝方に転じ、その後はまた南朝に戻り、公卿（上級貴族）である参議に任じられるなど、数奇な運命を辿ることになる。生駒は、正成・正行の最期と建武政権・南朝の没落は直結しており、正儀の人生も日本を二分した南北朝の内乱という時代を体現するものであることから、楠木氏三代を知ることによって南北朝時代を概観することができるのではないかとしている。

#### 『太平記』以降
南北朝時代後期に書かれた軍記物語『太平記』（1370年ごろ完成）では、様々な伝説が付加され、忠孝両全の英雄として物語られた。やがて『太平記』の伝説に基づき、明治維新の尊王思想の模範とされた。明治9年（1876年）には、従三位を追贈された。明治10年（1877年）2月17日、明治天皇は大和国（奈良県）への行幸の際、正行を追悼して、「汝正行、父ノ志ヲ継キ、力ヲ王事ニ尽シ、遂ニ国難ニ斃ル。朕甚世忠ヲ追感ス。今大和ニ幸スルニ因リ、使ヲ遣シ汝ノ墓ヲ弔シ、且金幣ヲ賜フ」との勅語を発した。明治22年（1889年）には殉節地の地元有志等による正行を初め楠木一族を祀る神社創祀の願いが容れられ別格官幣社として社号を与えられ、翌明治23年（1890年）に社殿が竣功し正行を主祭神とする四條畷神社が創建された。さらに明治30年（1897年）には従二位が追贈された。

## 人物・評価
武将としての軍事的才能については、同時代既に、敵対する北朝から「不可思議の事なり」と驚嘆されている（『園太暦』）。南北朝時代において、不可思議（＝不思議）という語は、人の範疇を超えて神仏の領域にある存在に対する驚異の念を表す言葉であり、父の正成も『太平記』の古態本では同語によって畏敬されている（→「不可思議の事なり」）。
昭和時代初期の研究者の藤田精一は、藤井寺・教興寺の戦いと天王寺・住吉の戦いという大合戦を短期間に続けざまに行い勝利したことについて、「疾風迅雷」と評し、（無論『太平記』の登場人物ではなく歴史的人物としての）正行を「乃父の武名を堕さゞる名将と謂ふべし」と、父の正成の英名にも恥じない名将と賞賛している。また、初陣に選んだ攻略先が元弘の乱後半戦の正成と同様に紀伊国隅田城（和歌山県橋本市隅田町）であったことを指摘し、それは南朝内の連絡網（兵站・情報網）を確実にするためであったとしている。他には、戦前における通説通り「忠孝両全」と評している。
『太平記』では、「父である正成の遺志を継いで」北朝・幕府を相手に、積極的に戦を仕掛けた闘将としての姿が描かれる。しかし、岡野友彦は、実際の（正成と）正行は、どちらかといえば和平派寄りの人物だったのではないか、と推測している。その論拠として、第一に、『太平記』より信頼性の高い『梅松論』では、建武の乱において父の正成が尊氏との講和に積極的だったとされており、第二に、正行の死後に楠木氏棟梁となった弟の正儀が南朝内の和平派を主宰したことが挙げられる。そしてまた、正行は和平派の近衛経忠にも与していたのではないか、と推測している。また、四條畷の戦いで散ったのは、本人の意志というよりは、一武将としての立場上、当時の南朝の実質的指導者だった北畠親房の作戦に乗らざるを得なかったのではないか、としている（→近衛経忠の失脚と北畠親房の台頭、→挙兵の準備と目的）。
生駒孝臣もまた、「正行はまぎれもなく父の軍略を受け継いでいた」と評価し、さらに、その戦闘経路が元弘の乱での正成とほぼ同じであることを指摘して、幕府は正行に正成を重ね合わせ恐れたであろうと推測している。四條畷の戦いについては、確かに主君のため命を賭けた戦いと意識してはいただろうが、それは別に死を前提とした玉砕だったのではなく、あくまで戦略的に勝利を狙って奮闘していたのではないか、としている（→玉砕戦か否か）。また、『太平記』では正行を英雄視する様々な伝承が描かれるが、河内と吉野を舞台とした正行の情報を『太平記』作者が入手するのは難しかったと考えられ、これらの伝承の多くが創作であることは否めない、と指摘する。しかし、こうした伝承を取り除いた上で、歴史的人物としての正行についても、「命を賭して忠義を貫くという生き方を全うしたことだけは、まぎれのない事実」と評している。
亀田俊和は、近衛経忠が和平派だったという高柳光寿（・岡野）説には疑問を示しているが、楠木氏については岡野・生駒説と同様に、（正行に限定せず）楠木一族が、情報の収集・分析を重視し、場合によっては和平をも視野に入れ、生存と勝利を前提に戦略を立てる氏族だったとは述べている。亀田は、楠木氏の合理主義は、出自が商人的な武士だったことも影響しているのではないかと考えている。そして、その現実性・合理性や、良い意味での狡猾さは現代人も見習うべき点である、と主張している。

## 系譜
『尊卑分脈』版『橘氏系図』、『群書類従』版『橘氏系図』ともに正行に子がいたかどうかは記さず、弟の楠木正儀の子の系統で楠木氏嫡流子孫である伊勢楠木氏の家系図『全休庵楠系図』（慶安（1648年 - 1652年）ごろ写）に至っては、「無子跡絶」と一人も子がなく断絶したと明言している。

## 伝説・創作

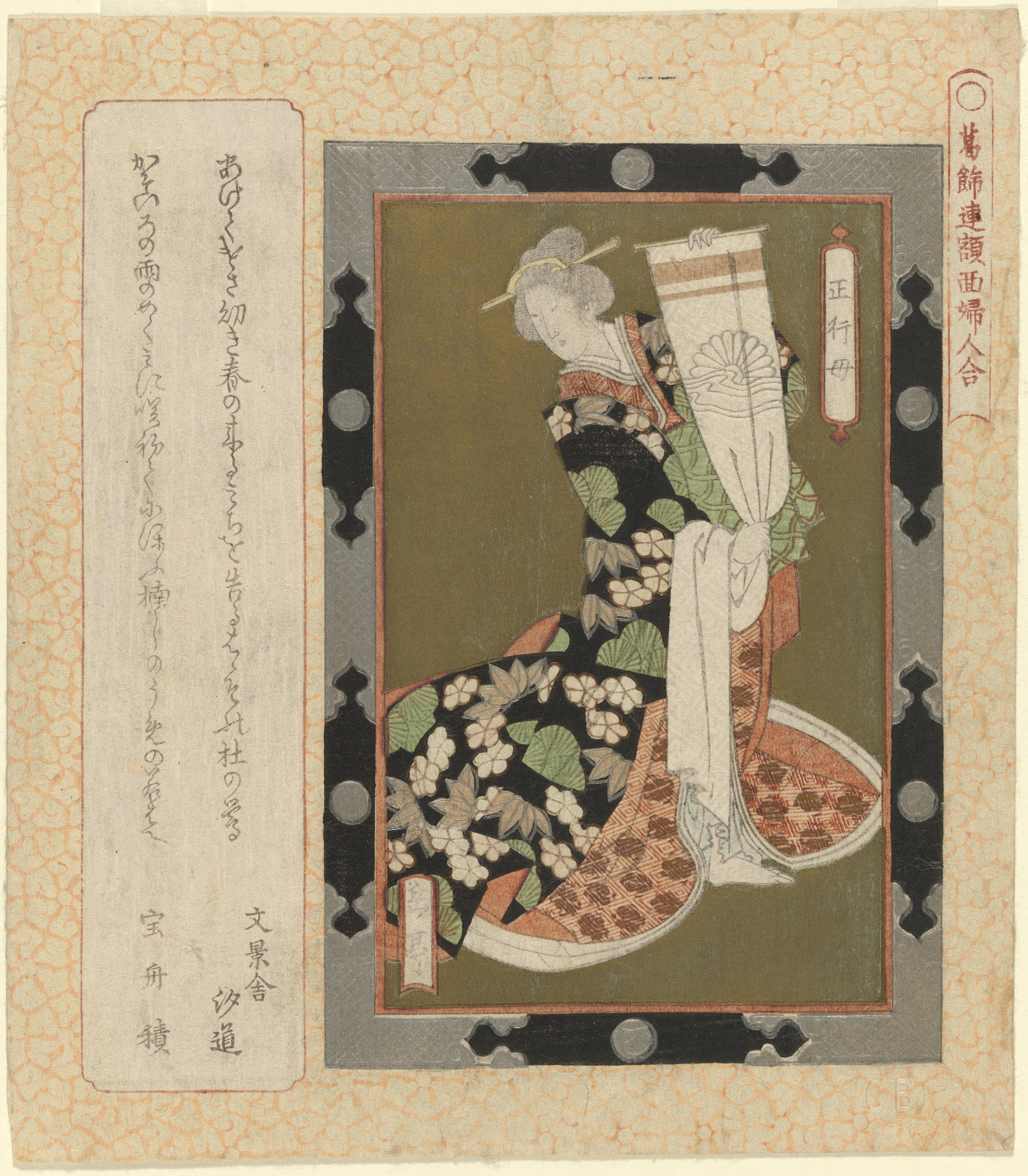
正行の母。岳亭春信 画

### 幼少期の修行

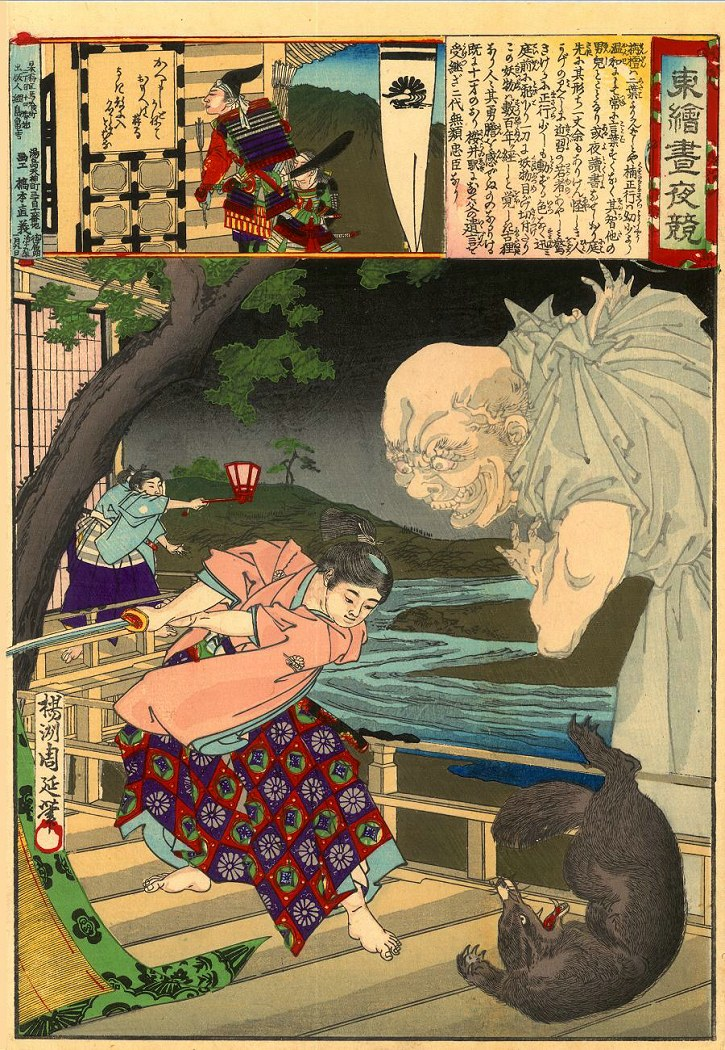
妖怪を退治する楠木正行（楊洲周延『東絵画夜競』）

『太平記』流布本巻16「正成首送故郷事」によれば、延元元年/建武3年（1336年）の湊川の戦いで父の正成が戦死すると、足利尊氏は正成に同情心を抱き、首実検をした後には丁重に正成の妻子に送り返した。覚悟していたこととはいえ、正行は、父の首級が届き衝撃のあまり仏間に入り、父の形見の菊水の短刀で自刃しようとしたが、生母に諭され改心したと描かれる。この物語の筋書きによれば、正成が正行に託した遺言を生母は思い起こさせ、その遺言の内容は「成長した後には再挙兵し、朝敵を滅ぼし、天皇家の支柱となれ」というようなものであったという。そして、父の遺言と母の教訓を肝に銘じた正行は、武芸の鍛錬に励み、ひたすら打倒尊氏のみを願って幼少期を過ごした、と描かれている。
生駒孝臣は、『太平記』の全てがそのまま事実とは考えられないものの、歴史上における幕府との激戦を考えれば、実際、真面目に研鑽に励む少年時代を送ったとしても想像に難くない、と述べている。一方、上記の物語では、正成と正行が強硬な主戦派であったと描かれている。この点に関しては、岡野友彦は、史料を見る限り、正成と正行は正儀と同様に和平派であったろうと主張している（→近衛経忠の失脚と北畠親房の台頭）。

### 捕虜を手厚く遇する
『太平記』流布本巻26「正行吉野へ参る事」では、天王寺の戦いで足利方を打ち破った際に敗走して摂津国・渡部橋に溺れる敵兵を助け、手当をし衣服を与えて敵陣へ送り帰したと物語られている。この事に恩を感じ、四條畷の戦いでは、楠木勢として参戦した者もいたと描かれている。
なお、『太平記』では、父の楠木正成と弟の楠木正儀についても、摂津国の橋と川を巡って、ほぼ同じ逸話が物語られる。生駒孝臣は、余りにも話が出来すぎているとして、どれかが事実だった可能性はあるかもしれないが、三つ全てが事実とは考えにくい、と主張している。生駒はまた、「楠木氏は、橋と川がキーワードとなる一族である」という認識を『太平記』の著者らが持っており、これらの逸話は、その楠木氏の特性を表現したものではないか、とも推測している。
また、第二次世界大戦前の研究者の藤田精一も「潤色」と断言しているが、敵兵の撃滅だけを誇示する類の戦記よりは、武勇と慈愛の両方を理想として称える姿勢がある『太平記』の方が意義深い作品であると、『太平記』著者の創作態度については好意的に見ている。
明治20年（1887年）、日本が赤十字社への加盟を申請した際、正行の救敵伝説を欧米に紹介したところ、加盟が滞りなく進んだという説がある。しかし、日本赤十字看護大学の元職員吉川龍子によれば、これもまた一種の伝説であり、加盟時に正行の伝説が引き合いに出されたという確かな史料的根拠は無いという。とはいえ、加盟した「後」に正行の伝説が日本赤十字社の広報活動に用いられたのは確かで、大正4年（1915年）にイギリスで開かれた赤十字国際大会では、小堀鞆音が描いた「小楠公救敵兵」の絵が展示された。また、吉川によれば、明治期の日本赤十字看護大学の救護員養成の教科書には、正成の寄手塚の逸話（敵兵を敵と呼ばず「寄手」と呼び手厚く葬ったという伝説）や、正行の救敵伝説が掲載されており、我が国の赤十字精神を最も体現した歴史上の例は小楠公（正行）の事跡である、と絶賛されていたという。
昭和15年（1940年）、大阪市東区教育会は、この逸話に因み「小楠公義戦之碑」という碑を現在の大阪市中央区北浜東の大川沿いに建立した。

### 辞世の句

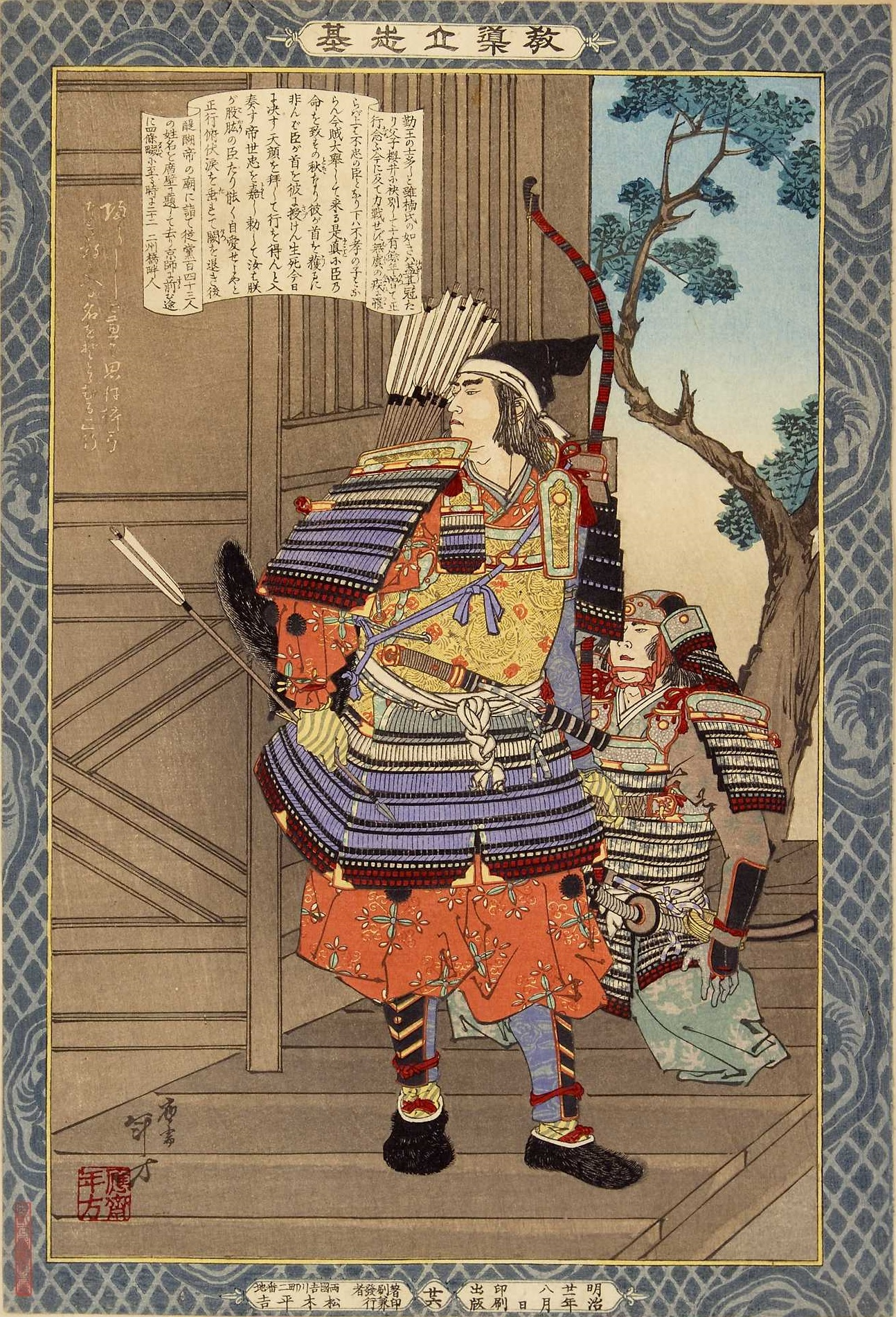
水野年方画『教導立志基』より『楠正行』

『太平記』流布本巻26「正行吉野へ参る事」では、四條畷の戦いに赴く直前、辞世の句（後述）を吉野の如意輪寺の門扉に矢じりで彫ったと描写される。決戦を前に正行は弟・正時や和田賢秀ら一族を率いて吉野行宮に参内、後村上天皇より「朕汝を以て股肱とす。慎んで命を全うすべし」という言葉を受けた。しかし次の戦で討ち死にする覚悟は強く、参内後に後醍醐天皇の御廟に参り、その時決死の覚悟の一族・郎党143名の名前を如意輪堂の壁板を過去帳に見立てその名を記してその奥に辞世を書き付け自らの遺髪を奉納したという。
しかし、生駒孝臣らは、歴史上の正行が討死を前提として四條畷の戦いに臨んでいたとは到底考えにくいと指摘している（→玉砕戦か否か）。
なお、簗瀬一雄の『説話文学研究』所収「梓弓の歌の伝承」や池見澄隆の『中世の精神世界〔死と救済〕』所収「『梓弓』説話の形成―仏教とシャーマニズム」等によれば、類歌が『保元物語』中「為義降参の事」・『延慶本平家物語』巻4「宇佐神官ガ娘後鳥羽殿へ被召事」その他にある。

### 弁内侍を救う

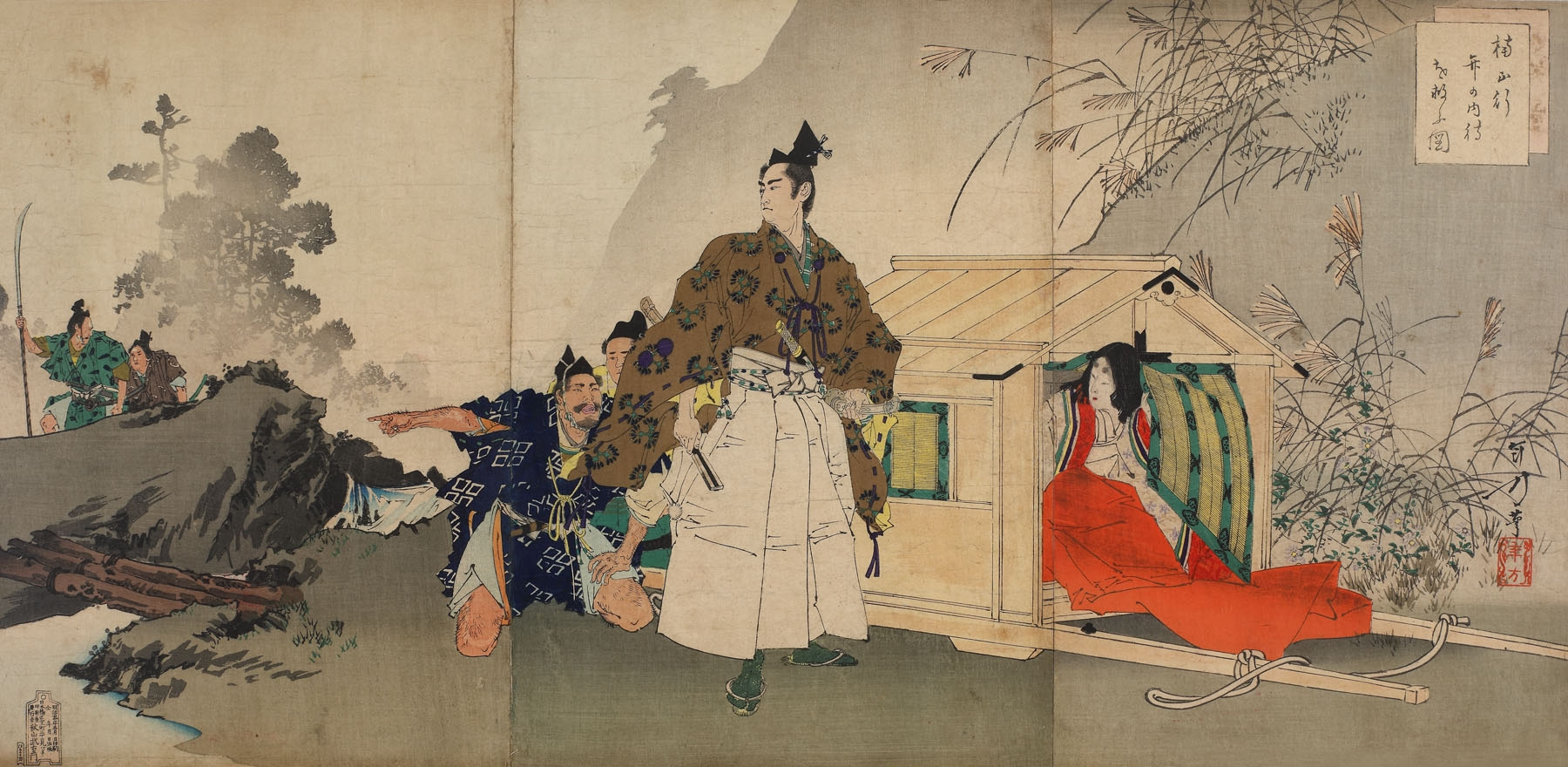
『楠正行弁の内侍を救ふ図』水野年方画

室町時代の説話文学『吉野拾遺』では、日野俊基の娘と伝わる弁内侍という美女との恋愛譚が描かれる。後醍醐天皇崩御後、弁内侍の美しさを耳にした幕府執事の高師直は、弁内侍が外出せざるを得ないように一計を案じ、輿に乗ったところを部下に命じて拉致しようとした。その時、たまたま河内から吉野へ向かう楠木正行が通りがかり、弁内侍を守ろうとした。師直の部下たちは、三〜四人で一斉に正行に打ちかかったが、正行はこれをものともせず、凶徒らをことごとく斬り捨てた。この話を聞いた後村上天皇は、弁内侍を正行の嫁に下そうと提案したが、正行はかねてより死を覚悟しており、これを辞退した。そのとき詠んだ歌が
であるとされる。
亀田俊和は、（『吉野拾遺』と限定せず）後世の師直好色伝説全般は、史料的根拠が全くないとしている。

### 病弱説
『太平記』巻第25では、四條畷の戦いに出陣する直前の正行が、人の世は先が見えないから、病に侵されて早世することもあろうが、それでは不忠・不孝となるので、そうなる前に雌雄を決したい、と後村上天皇の伝奏である四条隆資に述べる場面がある。『太平記』ではあくまで一般論として、武士であるからには病によって床の上で死ぬよりは戦場で死にたい、と述べているのみだが、1600年ごろに書かれた陽翁の創作物『太平記評判秘伝理尽鈔』では、このときに実際に正行が病弱であった、と描かれた。しかし、正行が病弱だったとする史料的根拠はない。

### 池田教正
『続本朝通鑑』（寛文10年（1670年））が伝える伝説によれば、戦死時、摂津国野間荘の内藤満幸の娘を妻とし、多聞丸（数え3歳）という子がいて、さらに妻はもう一人の子を妊娠中だった。内藤満幸が高師直に寝返ったので、楠木正儀は怒って正行妻を内藤家に送り返し、のち正行妻は摂津池田氏に嫁いだが、そして産まれたのが後の池田教正（若江三人衆の池田教正の同姓同名の先祖）であると伝承している（兄の多聞丸は数え4歳で夭折）。
藤田精一によれば、池田氏を正行の子孫とするのは『観心寺蔵楠系図』『池田系図』『藩翰譜』などにも見えるが、確たる史料による証拠がない以上は、一異説として取り扱う他はないという。

### 小楠公二十六将

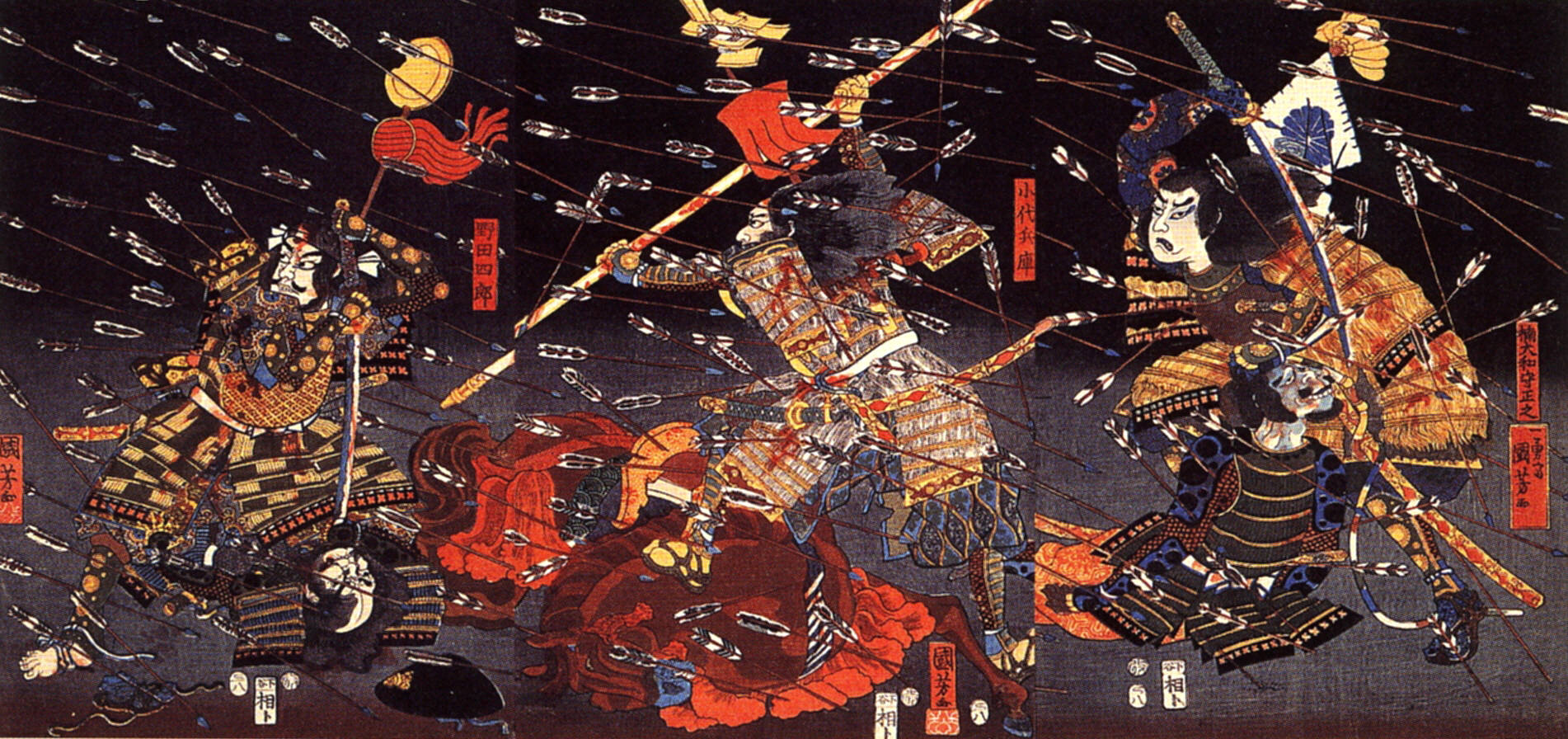
四条畷の戦い（歌川国芳画）

明治18年（1885年）1月に建立された顕彰碑（四條畷神社内）で、正行と共に戦死したとされる「26人」の武将を讃えたのが以下の表である。ただし、2人については素性が全く判明しなかったとして実際は「24人」のみリストでは撰定されており、しかも8人については子息もしくは舎弟とのみあり、名前は16人分しかない。また、大半が『太平記』などに基づくもので、史料的な根拠は低い。もっとも、正行以外に死んだ武将が「26人」という数自体は、同時代史料の『阿蘇文書』にもある。
- 楠二郎正時（楠木正時） - 史実
- 楠左近将監正家（楠木正家） - 実在の人物だが四條畷の戦いに参戦したか不明
  - 同人子息
- 和田新発意賢秀（和田賢快）  - 史実だが、名前（法名）はおそらく賢快
- 和田新兵衛（和田行忠） - 史実
- 和田紀六左衛門
  - 同人子息二人
- 大塚掃部介惟久（大塚惟正） - 史実では「惟正」。参戦した後史料から姿を消すため、実際討死した可能性は高い。
- 畠山与三職俊
- 畠山六郎
- 野田四郎
  - 同人子息二人
- 金岸某
  - 同人舎弟一人
- 開住良円 - 史実
  - 同人子息 - 史実
- 三輪西阿 - 実在の人物だが四條畷の戦いに参戦したか不明
  - 同人子息
- 河辺石掬丸
- 譽田某
- 阿間了願
- 青屋刑部 - 史実

## 墓所

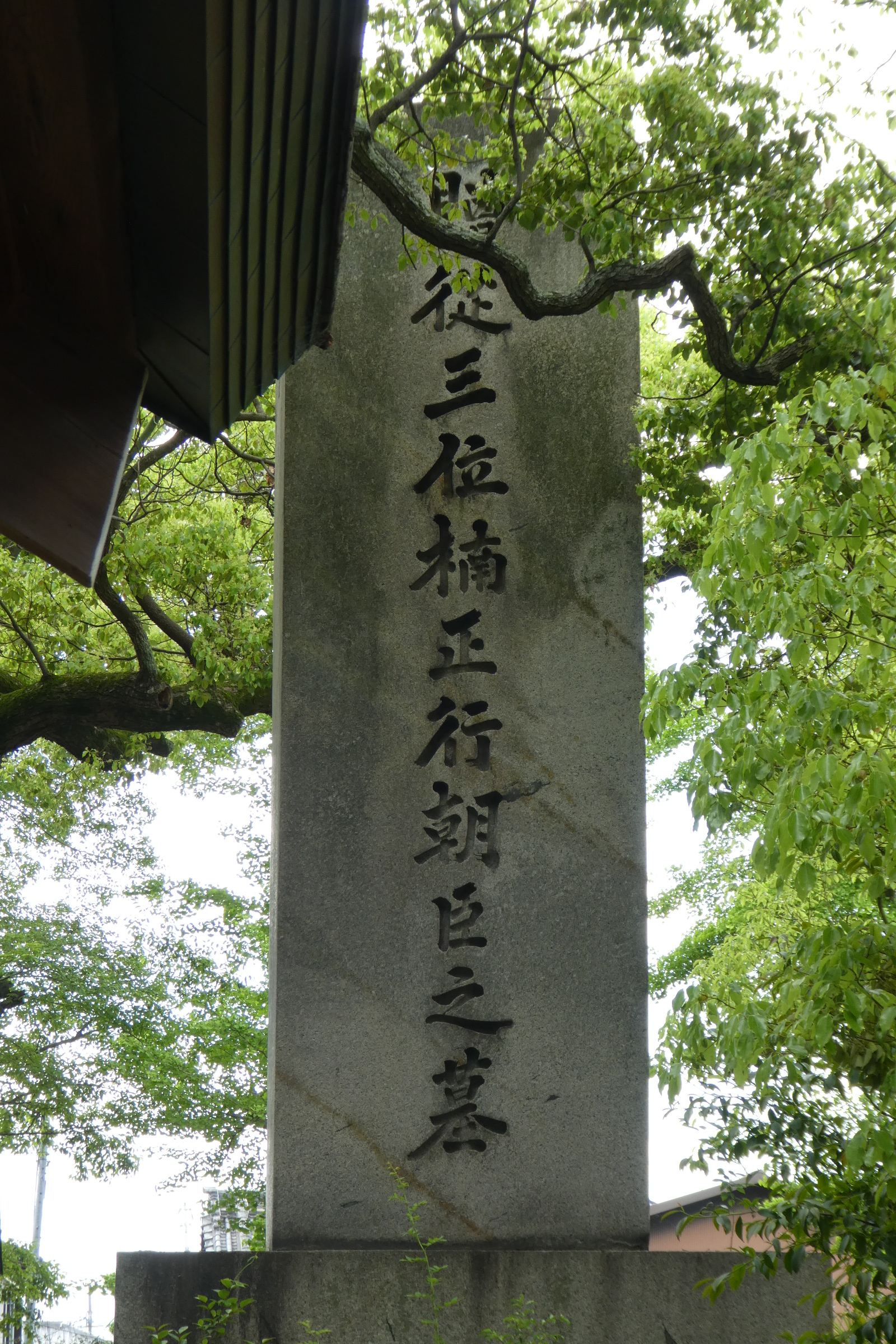
小楠公御墓所（大阪府四條畷市雁屋南町）

楠木正行の墓所とされるもので比較的記録が古いものとしては、JR西日本片町線（学園都市線）四条畷駅から400mのところにある大阪府四條畷市雁屋南町の小楠公御墓所がある。遅くとも江戸時代、貝原益軒が元禄2年（1689年）にこの地域に旅行した時に、正行・正時の墓と称される墓があったという（『南遊紀行』）。この墓所の存在が契機となり、後に正行を主祭神とする四條畷神社が建立されている。
『太平記』で英雄として描かれ著名になったことから、その他にも多くの墓所が作られた。以下は事実というより、伝承に基づくものである。
- 京都市右京区の善入山宝筐院に墓（首塚）がある。また正行の敵方であった足利幕府2代将軍・足利義詮は遺言に「自分の逝去後、かねており敬慕していた観林寺（現在の宝筐院）の正行の墓の傍らで眠らせてもらいたい」とあり、遺言どおり正行の墓（五輪石塔）の隣に義詮の墓（宝筐印塔）は建てられた、という寺伝がある。ただし、藤田精一は、これは伝説であって歴史的事実ではないと考えている。高鳥廉も足利幕府8代将軍・足利義政の宗教政策の結果、観林寺が義詮の香火所・宝筐院に改められた経緯を示して、義詮に直接ゆかりがある寺院であった訳では無いとしている（足利義詮#楠木正行との関係）。
- 大阪府東大阪市六万寺町の往生院六萬寺にも墓があり、こちらには胴体が葬られている。正行が幼少期の時分に往生院で学んでいたことや、また四條畷の戦いの際に正行が往生院に本陣を置いていた関係のためである。
- 京都府宇治市六地蔵柿ノ木町の正行寺（首塚）
- 大阪府東大阪市山手町にも首塚がある。
- 鹿児島県薩摩川内市上甑町付近にも甑島墓所がある。

## 関連作品
小説
- 人よ、花よ、（作：今村翔吾、2022年8月15日～2024年3月31日：朝日新聞連載、全576回）

映画
- 小楠公（1910年、演：尾上松之助）
- 小楠公（1919年、演：牧野正博）
- 小楠公（1921年、演：嵐璃徳）
- 大楠公夫人（1921年、演：マキノ正唯）
- 大楠公（1926年、演：高尾光子）
- 楠公父子（1933年、演：沢村昌之弼）
- 小楠公とその母（1936年、演：嵐寛童、嵐菊麿）
- 菊水太平記（1939年、演：坂東好太郎）
- 小楠公（1940年、演：天津竜太郎）
- 大楠公（1940年、演：片山明彦）
- 悲願千早城（1943年、演：正邦修、高橋喜久雄）
- 楠公二代誠忠録（1958年、演：新倉一夫、和田桂之助）

テレビドラマ
- 大楠公（1959年、MBS、演：高島新太郎）
- 太平記（1991年、NHK大河ドラマ、演：北代隼人、加藤盛大、中村繁之）

舞台
- 桜嵐記（宝塚歌劇・月組公演）（2021年、演：珠城りょう）[110]